# Carlos Squeo
Carlos Vicente Squeo (ur. 4 czerwca 1948 w Dock Sud, zm. 8 września 2019) – argentyński piłkarz, grający podczas kariery na pozycji obrońcy.

## Kariera klubowa
Carlos Squeo rozpoczął karierę w klubie Racingu w 1969. W 1973 występował w CA Vélez Sarsfield, po czym wrócił na kolejny 3 lata do Racingu. Kolejnym klubem Squeo było Boca Juniors, w którym występował w latach 1977–1979. Z Boca Juniors zdobył jedyne w swojej karierze trofeum Copa Libertadores 1978.
W latach 1979–1980 występował w Meksyku w klubie C.D. Oro. Po powrocie do Argentyny występował w Loma Negra Olavarríai Instituto Córdoba. W 1984 powrócił do Racingu, który występował wówczas w drugiej lidze. W 1985 był zawodnikiem Belgrano Córdoba. W Belgrano Squeo pożegnał się z argentyńską ekstraklasą, w której wystąpił ponad 400 razy. Karierę zakończył w Alumni Villa Maria w 1987.

## Kariera reprezentacyjna
W reprezentacji Argentyny Squeo zadebiutował w 1973. W 1974 został powołany na mistrzostwa świata, na których wystąpił w dwóch meczach: z Holandią i Brazylią. Ogółem w barwach albicelestes wystąpił w 9 meczach.

## Kariera trenerska
Jeszcze przed zakończeniem kariery piłkarskiej Squeo został trenerem. Wiele lat był asystentem Miguela Ángela Brindisiego w prowadzonych przez niego klubach.